# Barotul
Barotul je naselje u sastavu općine Pašmana na istoimenom otoku. To je malo i tiho naselje u uvali Taline, između mjesta Pašmana i Mrljana. Jedno je od najmirnijih naselja na otoku Pašmanu, smješteno uz samo more, daleko od buke. Netaknuta priroda, pješčana plaža i smještaj u privatnim kućama. 

## Gospodarstvo
Turizam, povrtlarstvo i ribarstvo.  